# Philipp Bauknecht

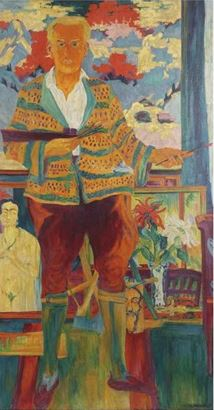
Bauknecht - Autorretrato

Philipp Bauknecht (1884, Barcelona - 26 de febrero de 1933, Davos) fue un pintor y artista gráfico expresionista alemán. La mayoría de sus obras son paisajes y naturalezas muertas.

## Biografía
Nació en Barcelona, donde su padre trabajaba como relojero y orfebre. En 1893 su familia regresó a su ciudad de origen, Schramberg. Posteriormente completó sus estudios de aprendizaje en la escuela de carpintería de Núremberg y después asistió a la Academia Estatal de Bellas Artes de Stuttgart, donde estudió con Bernhard Pankok. Al graduarse, se unió al personal docente de la escuela.
Hacia 1910 le diagnosticaron tuberculosis y se trasladó a Davos, la famosa ciudad balneario de Suiza, donde entabló amistad con los escritores Klabund y Erwin Poeschel. El entorno de los Alpes suizos y su enfermedad le inspiraron a crear obras sobre montañas, paisajes, pueblos, patinaje sobre hielo, senderismo, vida rural, enfermedad y muerte.
Aunque su salud mejoró, se negó a regresar a Alemania porque se oponía a la guerra. Al parecer vivía muy pobremente, en una cabaña de madera, y las ganancias de su primera exposición se las incautaron para pagar sus deudas. Durante esta época, se volvió severamente misántropo; satirizando a la gente de Davos y a los invitados que acudían al balneario. En 1917, uno de ellos fue el famoso artista Ernst Ludwig Kirchner. Al principio fueron amigos, pero poco a poco se convirtieron en enemigos. Bauknecht lo acusó de no poder pintar a menos que estuviera borracho y rechazó la idea de que Kirchner hubiera influido en él.
Desde 1920, hasta su muerte, expuso sus pinturas y xilografías ampliamente en Suiza y Alemania. En 1925 se casó con la rica holandesa Ada van Blommestein, y viajó con ella a Holanda. Tuvieron un hijo. Aunque ya estaba financieramente seguro, su salud comenzó a deteriorarse, por lo que regresó a Davos y murió allí en 1933, mientras era operado de cáncer gástrico. Ada llevó el resto de sus obras a Baarn, en los Países Bajos, y las ocultó de los nazis. En Alemania, sus pinturas fueron declaradas como "arte degenerado" y algunas se exhibieron en la Exposición de Arte Degenerado de Múnich en 1937. La mayor parte de sus obras que estaban en Alemania  finalmente fueron destruidas o perdidas. No fue hasta 1960 que sus obras fueron redescubiertas y reevaluadas.

## Pinturas seleccionadas

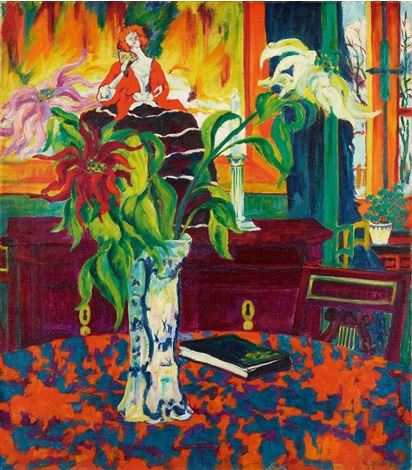
Ramo de flores
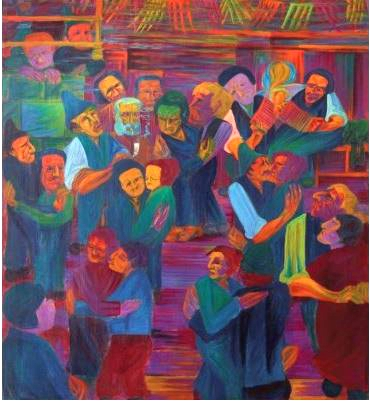
Danza alpina
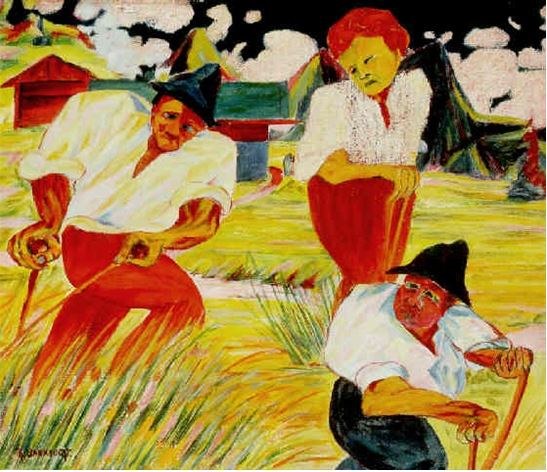
Granjeros en el campo
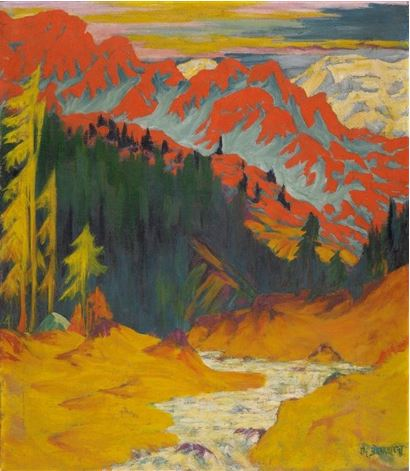
Otoño en las montañas